# Petraeomyrtus punicea
Petraeomyrtus punicea är en myrtenväxtart som först beskrevs av Norman Brice Byrnes, och fick sitt nu gällande namn av Lyndley Alan Craven. Petraeomyrtus punicea ingår i släktet Petraeomyrtus och familjen myrtenväxter. Inga underarter finns listade i Catalogue of Life.